# Z-36号驱逐舰
Z-36号（德語：Z 36）是纳粹德国海军于二战期间建造的五艘1936B型驱逐舰之一。它自1941年9月15日开始在不来梅的德希马格威悉船厂铺设龙骨，1943年5月15日下水，至1944年2月19日交付使用。入役后，该舰于战争期间一直在波罗的海执行护航德国舰船、布设水雷和炮击地面部队等任务。1944年12月12日，当Z-36号准备在爱沙尼亚海岸附近的芬兰湾布雷时，因导航错误而误入德国雷区。它撞上了其中一枚水雷后沉没，舰上全体官兵遇难。舰只残骸则于1994年被寻获并进行了考察。

## 设计
1936B型驱逐舰保留了先前1936A型的舰体设计和动力方案，但是恢复到1936型较轻的主武器配置以减轻顶部配重和改善耐波性。其水线长和全长分别为121.9米和127米，有12米的舷宽以及最大4.32米吃水深度；舰只的设计排水量为2,519吨，满载时则可达3,542吨。它由两台改良型瓦格纳-德希马格齿轮传动蒸汽轮机提供动力，各负责驱动一副直径为3.35米的三叶螺旋桨。过热蒸汽则由六台瓦格纳水管锅炉供应，其运行压力为70標準大氣壓（7,093千帕斯卡），温度450℃。动力装置可输出70,000匹軸馬力（52,000千瓦特）的功率，使该舰的设计航速达到36節（67每小時）；并得益于最多835吨的燃料油贮量，它还能够以19節（35每小時）的速度的巡航2,600海里（4,800）。舰只的标准船员编制为11－15名军官和305－320名水兵。
舰只的主炮为五门127毫米34式速射炮，架设在带有炮挡的单装炮座上。其中舰艛的前部和后部各有两门以叠加方式安置，第五门则设于在后甲板室的顶部，并从前到后编为1至5号。该舰的防空武器则由安装在与后部烟囱并排的一对双联装炮座上的四门37毫米30式速射炮和十五门20毫米38式高射炮（分别安装在三个四联装和三个单装炮座中）组成。此外，Z-36号还在水上部分的两个四联装动力操纵式底座上装备有八具533毫米鱼雷发射管，每个底座均各配备一对可装填鱼雷。后甲板可安装四个深水炸弹发射器和水雷导轨，最大容量为60枚水雷。作为探测潜艇的工具，舰上也搭载有一套称为“群听装置”的被动式水听器，并可能安装有一套主动式声纳系统。在舰桥顶部则配备了FuMo-24/25型雷达。

## 历史
Z-36号最初是作为1938B型驱逐舰于1939年6月28日从不来梅的德希马格订购，但随后这款舰型设计被放弃，订单取消，战争海军遂将其改为1936A（动员）型重新订购。至1941年2月17日，该订单被进一步调整为1936B型，建造序列为1006。它于同年9月15日开始在威悉船厂铺设龙骨，1943年5月15日下水，至1944年2月19日在海军少校洛塔尔·弗赖赫尔·冯·豪森的指挥下交付使用。经过战备训练后，该舰于1944年中期被编入第6驱逐区舰队服役。
为了准备在芬兰投降的情况下占领奥兰岛的“西方冷杉行动”，区舰队于6月28日护送装甲舰吕措号前往于特岛，但该行动被取消，舰艇只得返回港口。7月30日至8月1日夜间，Z-36号、Z-25号、Z-28号和Z-36号从图尔库出发驶入里加湾，炮击沿岸的苏联阵地以支援陆军行动。8月5日，它们护送重巡洋舰欧根亲王号攻击萨雷马岛的目标，8月19日至20日又一同炮击了图库姆斯附近的苏军高地。9月16日，Z-36号和Z-28号又护送载有难民的运兵船罗莎峰号从爱沙尼亚的波罗的斯基驶往德国戈滕哈芬。区舰队当月还为从芬兰和雷瓦尔撤离的船队提供掩护。从10月10日至15日，区舰队护送吕措号和欧根亲王号恢复其海岸炮击任务，并亲自轰炸目标，攻击苏联在梅默尔和利鲍的阵地。次月，区舰队与装甲舰舍尔将军号和欧根亲王号于11月20日至24日在从萨雷马岛撤离时炮击了瑟尔韦半岛的苏军阵地。
到12月中旬，此时由Z-36号、姊妹舰Z-35号和Z-43号以及鱼雷艇T-23号和T-28号共同组成的第6区舰队，奉命在爱沙尼亚海岸和稍远海域的既有雷区之间布设新的雷区。其中T-23号负责为其余它舰艇护航，每艘驱逐舰则装载68枚水雷。由于天气恶劣，任务被推迟到12月11日至12日夜间，区舰队于11日上午启航。一天下来，天气逐渐恶化，浪花和雨水使航行变得困难。由于航行过于偏北，Z-36号和Z-35号在新雷区的预定方位以北仅2.5海里（4.6）处误入了己方的“犀牛”（Rhinoceros）雷区。至凌晨02:00左右，Z-36号触雷并迅速沉没，舰上全体官兵遇难。
1994年，芬兰环境部在59°38.1′N 24°20′E / 59.6350°N 24.333°E的水深50米处对Z-36号的残骸进行了考察。

## 脚注
1. 1 2  Gröner，第79頁.
2. ↑  Koop & Schmolke，第27頁.
3. ↑  Whitley，第68, 71–73, 201頁.
4. ↑  Koop & Schmolke，第24–25, 116頁.
5. ↑  Whitley，第180頁.
6. 1 2  Koop & Schmolke，第116頁.
7. ↑  Rohwer，第339, 351, 359, 363, 373–374頁.
8. ↑  Whitley，第180–187頁.
9. ↑  Saari, Jukka. . Pohjalla Ry.   [2018-03-13]. （原始内容存档于2024-12-09）.